# أوليمبيا أسونسيون
نادي أوليمبيا (بالإسبانية: Club Olimpia)‏ نادي كرة قدم باراغواياني يلعب في دوري الدرجة الممتازة . تم تأسيس النادي في سنة 1902 .